# رگن (رود)
 رگن رودی است به دانوب می‌ریزد. این رود از کشور آلمان می‌گذرد.